# Григорович-Барський Дмитро Миколайович
Дмитро Микола́йович Григоро́вич-Ба́рський (27 квітня 1871, Київ  — 11 січня 1958, Чикаго) — російський та український адвокат, судовий і суспільний діяч. Довгий час мешкав у Києві і відзначився у суспільній діяльності у дореволюційний час та в УНР, пізніше займав позиції прихильника «єдиної та неділимої Росії».

## Біографія
Син київського купця 1 гільдії Миколи Олександровича Григоровича-Барського та дочки протоірея Надії Василівни (урод. Пасхалової). Праправнук київського архітектора Івана Григоровича Григоровича-Барського. 
Брати: Павло (03.03.1865); Сергій (27.03.1868-1942) - полковник, помер на еміграції.
Закінчив Київську 4-у гімназію (1892) і юридичний факультет Університету Св. Володимира. Працював адвокатом у Києві. Отримав відомість як один з захисників у справі Бейлиса у 1913 році, коли виступив «повіреним присяжним» від Товариства українських поступовців та згромадження українських громадських діячів «Рада». Його професійні якості адвоката відіграли вагому роль у виправданні Бейліса, за що адвокат був відзначений на синоді Київської общини та представлений до цінного подарунка — рідкісного видання Біблії в інкрустованому футлярі з червоного дерева.
З 1916 — голова вперше утвореної Ради присяжних повірених Київської окружної судової палати, старший голова Київської судової палати з 1917 року і до скасування більшовиками імперської судової системи. Гласний Київської міської думи.
Член Верховної ради масонського Великого сходу народів Росії, кооптований у раду у 1912 році.
У 1917 році став головою Всеукраїнської партії конституційних демократів. Відігравав значну роль в українській політиці у перший післяреволюційний рік. За словами А.А.Гольденвейзера Д.Н.Григорович-Барський - "один із найвизначніших та найшанованіших київських діячів", обраний до Виконавчого комітету Ради об'єднаних громадських організацій м. Києва, через який здійснювалася влада Тимчасового уряду. "Григорович-Барський був... визнаний лідер київських кадетів. І це його кадетство за умовами моменту, на жаль, заважало йому користуватися тим впливом у комітеті, на який він заслуговував. За найбільшої особистої поваги ліва більшість комітету не могла все ж таки надавати йому достатнього. політичної довіри. А тим часом це була, безсумнівно, найбільш слушна людина в нашому середовищі".
У 1922 році емігрував у Німеччину, у Берліні працював у російських видавництвах. Потім переїхав у Францию (1926) і вітдак у США (1939). З 1941 року жив у Чикаго.
У Франції і США був впливовою особою у середовищі російської еміграції. Був головою Об'єднання російських адвокатів у Парижу і товаришем голови Чиказького комітету Толстовського фонду.

## Сім'я
Перша дружина - Лідія Василівна Липська. Їхні діти:
- Ірина (1899-1989). Донька відмовилася емігрувати разом із батьком та залишилася під більшовицькою владою. Її донька — Галина Севрук — відома українська художниця-шістдесятниця[2].
- Гліб (1901—1984), учасник Білого руху у складі Добровольчої армії, у еміграції у США.[8]
- Дмитро (1909-1996), танцюрист Празького театру опери та балету,  хореограф.

Друга дружина Фріда Абрамівна Гінзбург (пом. 1962), яка працювала дитячим лікарем.